# Barbara Bartosová-Höppnerová
Barbara Bartos(ová)-Höppner(ová) (4. listopadu 1923, Eckersdorf, okres Bunzlau, Slezsko – 7. července 2006, Nottensdorf, Dolní Sasko) byla německá spisovatelka převážně knih pro děti a mládež.

## Život
Narodila se roku 1923 jako Barbara Höppnerová v tehdy německém Slezsku v okrese Bunzlau ve vesnici Eckennsdorf (dnes Bożejowice, okres Bolesławiec v polském Dolnoslezském vojvodství). Po absolvování školy v Löwenbergu (dnes Lwówek Śląski v Polsku) pracovala v hotelu svých rodičů v Reichenbachu poblíž města Görlitz a po smrti svého otce hotel řídila. Během druhé světové války však rodinný podnik přišel na mizinu, a tak se s matkou přestěhovala do Tostedtu u Hamburku. Zde se seznámila se svým manželem, obchodníkem Christophem Bartosem, se kterým se přestěhovala do Hamburku, kde se jí narodil syn Burgard, který se rovněž stal spisovatelem. Roku 1959 se přestěhovala s rodinou do Buxtehude a roku 1969 do Nottensdorfu, kde roku 2006 zemřela.
Svou literární činnost začala již v mladém věku, ale nikdy ji nenapadlo, že by své práce mohla zveřejnit. Proto svou první knihu Wir wollen Freundschaft schließen, Nina (Buďme přáteli, Nino) o přátelství německého vojáka a italské dívenky za druhé světové války vydala až roku 1956.
Za své knihy obdržela autorka celou řadu ocenění doma i v zahraničí. Roku 1970 se stala členkou Mezinárodního PEN klubu, roku 1976 patřila k zakládajícím členům Německé akademie literatury pro děti a mládež (Deutsche Akademie für Kinder- und Jugendliteratur) a roku 1979 byla zvolena do německého centra Mezinárodního PEN klubu.

## Výběrová bibliografie
- Wir wollen Freundschaft schließen, Nina (1956, Buďme přáteli, Nino).
- Die Mädchen von der Insel (1956, Dívka z ostrova).
- Der gezähmte Falke (1957, Ochočený sokol).
- Kosaken gegen Kutschum-Khan (1959, Kozáci proti chánovi Kučumovi).
- Taigajäger (1960, Lovec z tajgy).
- Rettet den großen Khan (1961, Zachraňte velkého chána).
- Sturm über dem Kaukasus (1963, Bouře nad Kavkazem).
- Achtung Lawine! (1964, Pozor - laviny!), román o práci dobrovolných členů alpské horské služby a jejich cvičených německých ovčáků – lavinářů.
- Die Bucht der schwarzen Boote (1965, Zátoka černých člunů), román zabývající se problematikou vystěhovalectví v Irsku.
- Aljoscha und die Bärenmütze (1968, Aljoša a medvědí čepice).
- Zwischen Gletschern und Feuerbergen (1968, Mezi ledovci a sopkami).
- Das Schützenfest (1969, Střelecká slavnost).
- Die Königstochter aus Erinn (1971, Královská dcera z Erinu), moderní zpracování staré keltské báje o věrné lásce královské dcery a mladého válečníka.
- Auf dem Rücken der Pferde (1975, Na hřbetě koně).
- Ich heiße Brummi (1976, Jmenuji se Brummi).
- Silvermoon. Weißer Hengst aus der Prärie (1977, Silvermoon. Bílý hřebec z prérie).
- Silvermoon. Zwischen Cowboys und Comanchen (1979, Silvermoon. Mezi kovboji a Komanči).
- Der polnische Leutnant (1980, Polský poručík).
- Silvermoon. Geschichten am Lagerfeuer (1981, Silvermoon. Příběhy od táborového ohně).
- Fer Freischütz von Carl Maria von Weber (1982, Čarostřelec od Carla Marii von Webera),
- Der Rattenfänger von Hameln (1984, Krysař z Hamelnu).
- Die verkaufte Braut von Friedrich Smetana (1984, Prodaná nevěsta od Bedřicha Smetany).
- Das große Gespensterbuch (1984, Velká kniha strašidel).
- Till Eulenspiegel (986, Enšpígl).
- Rebekka (1991, Rebeka).
- Maria (1991, Marie).
- König Artus (1996, Král Artuš).
- Die Weihnachtsgeschichte (2001, Dějiny Vánoc).
- Die große Kinderbibel (2005, Velká dětská bible).
- Kindergebete (2007, Dětské modlitby).

## Ocenění a vyznamenání
- 1963 – první cena na jarním knižním festivalu New York Herald Tribune (New York Herald Tribune Children’s Spring Book Festival Honor Award) za knihu Kozáci proti Kučum-chánovi.
- 1968 – čestné uznání ceny Hanse Christiana Andersena za knihu Zátoka černých člunů.
- 1977 – Christophorus-Preis za knihu Jmenuji se Brummi.
- 1977 – Spolkový kříž za zásluhy.
- 1978 – Cena Friedricha Gerstäckera za knihu Silvermoon. Bílý hřebec z prérie.
- 1982 – Velká cena Německé akademie literatury pro děti a mládež za celoživotní dílo.
- 1999 – Spolkový kříž za zásluhy 1. třídy.

## Česká vydání
- Pozor - laviny!, Albatros, Praha 1972, přeložil Jaromír Průša.
- Zátoka černých člunů, Albatros, Praha 1975, přeložila Anna Siebenscheinová .
- Královská dcera z Erinu, Albatros, Praha 1976, přeložila Anna Siebenscheinová .